# Claudia Lux
Pour les articles homonymes, voir Lux.
Claudia Lux (née le 24 mars 1950 à Gladbeck, Allemagne) est une bibliothécaire allemande et membre du Comité national de la Fédération internationale des associations de bibliothécaires et des bibliothèques.

## Vie et éducation
Après avoir étudié les sciences sociales, Lux a obtenu son doctorat en sinologie en 1985 à l'Université de la Ruhr Bochum. Elle a commencé à travailler comme sinologue à la Bibliothèque d'État.
Elle a travaillé au Département de l'Asie de l'Est de la Bibliothèque d'État de Berlin et a participé à un certain nombre de projets de recherche. Elle est devenue directrice de la bibliothèque du Sénat et directrice générale de la bibliothèque centrale et régionale de Berlin en 1997.
De 1995 à 2004, elle est devenue présidente de l'Association allemande des bibliothèques et membre du comité national de l'IFLA. De 2007 à 2009, elle a été élue présidente de la Fédération internationale des associations de bibliothécaires et des bibliothèques (IFLA).
À partir du 1er avril 2012, Claudia Lux a quitté son poste de directrice générale de la Bibliothèque centrale et régionale de Berlin et a déménagé au Qatar. Elle a travaillé comme directrice de projet à la Bibliothèque nationale du Qatar dans l'émirat du Qatar,.

## Travaux
- (de) Der politisch-ökonomische Entscheidungsprozess in China 1937–1945, 1986 (ISBN 3-88339-495-5)
- (de) Das Bibliothekswesen der Volksrepublik China, 1986 (ISBN 3-598-21127-9)
- (de) Günter Beyersdorff, Entgelte in Bibliotheken, 1988 (ISBN 3-87068-876-9)
- (de) Wilfried Sühl-Strohmenger, Teaching library in Deutschland, 2004 (ISBN 3-934997-11-2)